# 英戈布水库
英戈布水库是中国吉林省通化市通化县境内的一座水库，位于浑河支流喇蛄河上，建于1959年。水库正常库容为1260万立方米，集雨面积为289平方千米，海拔为460.2米。